# Masłowice (gromada w powiecie wieluńskim)
Masłowice (do 31 XII 1958 Małyszyn) – dawna gromada, czyli najmniejsza jednostka podziału terytorialnego Polskiej Rzeczypospolitej Ludowej w latach 1954–1972.
Gromady, z gromadzkimi radami narodowymi (GRN) jako organami władzy najniższego stopnia na wsi, funkcjonowały od reformy reorganizującej administrację wiejską przeprowadzonej jesienią 1954 do momentu ich zniesienia z dniem 1 stycznia 1973, tym samym wypierając organizację gminną w latach 1954–1972.
Gromadę Masłowice siedzibą GRN w Masłowicach utworzono 1 stycznia 1959 w powiecie wieluńskim w woj. łódzkim w związku ze zmianą nazwy gromady Małyszyn na gromada Masłowice.
Gromada istniała przez dokładnie jeden rok; jednostkę zniesiono już 31 grudnia 1959, a jej obszar włączono do gromady Olewin.